# Agrokombinat (Subotica)
A.D. Agrokombinat Subotica je gospodarska tvrtka iz Subotice. Bio je poznati poljodjelski gigant. Zadnjih desetljeća je po organizaciji bilo dioničko društvo.
Osnovan je 1964. godine. U doba najvećeg gospodarskog poleta su njegovi strojevi obrađivali preko 15.000 ha zemlje i zapošljavao je preko 1200-1300 radnika. Poduzeće je bilo vlasnik brojnih traktora, kombajna i ine razne poljodjelske mehanizacije te brojnog stočnog fonda (krmače, nerasti, tovljenici, krave, junad). 
Rezultate koje je postizao u proizvodnji su ga stavljali rame uz rame s kombinatima slične vrste u Zapadnoj Europi.
Agrokombinat je imao ekonomiju i silos (kapacitet: 24.000 tona) u Novom Žedniku (na adresi Železnička stanica b.b.), farmu svinja u Maloj Bosni i Mikićevu, pogon iza Žednika i skladište u Žedniku (na adresi Matije Gupca 3), nekoliko objekata i direkciju u Verušiću (na adresi Verušić 58), farmu krava na Bikovu (na adresi Bikovo 342) te velike površine obradiva zemljišta po tom dijelu Bačke. i dr. Bilo je i domaćinstava čije su kuće bilo u vlasništvu Agrokombinata.
Iz vlastite akumulacije je izgradio dva silosa koji su imali kapacitet veći od 30.000 tona, vlastitu poljodjelsku mehanizaciju kojom je mogao obraditi sve svoje zemljište, brojne farme krava i svinja, dehidrator za
proizvodnju peletirane lucerne, selektor itd.
Poduzeće je bilo nositeljem gospodarskog života u tom dijelu Bačke. O njemu su ovisila cijela sela, koja su gašenjem tog gospodarskog diva značajno opustjela (n.pr. Gabrić kod Bikova).
Druga polovica 1990-ih donosi događaje koji se mogu opisati kao sistematsko uništavanje ovog giganta. Propustima i inim djelatnostima moćnika u poduzeću Agrokombinat je doveden pred stečaj. Poslije je protiv tih istih moćnika pokrenut kazneni postupak.
Jeseni 2004. je odlukom subotičkog Privrednog suda uveden stečajni postupak u Agrokombinatu. U tom trenutku je Agrokombinat bio u 58%-tnom vlasništvu malih dioničara. Uskoro je donesen plan reorganizacije. Sav slijed događaja poslije je imao neke čudne osobine: vjerovničkim odborom nije predsjedao najveći vjerovnik, imovina je procijenjena prenisko s obzirom na stvarnu vrijednost. Prodana je brojna vrijedna imovina, neka od nje u bescjenje (pri čemu su na njenu cijenu iznutra utjecali oni isti kojima je prodana), no unatoč dobrim prinosima nije bilježena dobit; preostala je imovina ovog giganta došla pod hipoteku i stvorile se nove obveze. Svi ti događaji su urodili reakcijom dioničara koji su zahtijevali reakciju Suda za organizirani kriminal u Beogradu da se utvrdi što se je napravilo po njihovoj prijavi javnom tužiteljstvu u Subotici te okončanje kaznenih postupaka (koji su snagom političkih moćnika stavljeni u mirovanje) protiv osoba koje su dovele tvrtku do loše gospodarske situacije.